# Bactrocera longicaudata
Bactrocera longicaudata är en tvåvingeart som först beskrevs av Perkins 1938.  Bactrocera longicaudata ingår i släktet Bactrocera och familjen borrflugor. Inga underarter finns listade.